# Regione di Cavally
La regione di Cavally è una delle 31 regioni della Costa d'Avorio. Situata nel distretto di Montagnes, ha per capoluogo la città di Guiglo ed è suddivisa  in quattro dipartimenti: Guiglo, Taï, Bloléquin e Toulépleu.
La popolazione censita nel 2014 era pari a 346.768 abitanti.